# Коринский, Леонтий Назарович
Коринский Леонтий Назарович (1916 год — 1998 год) — артиллерист, старшина, кавалер ордена Славы трех степеней(1944, 1945 г.), участник Великой Отечественной войны, защитник Ленинграда.

## Биография
Коринский Леонтий Назарович в 1938 году поступил на службу в ряды Красной Армии. В годы Великой Отечественной войны командовал расчетом орудия 835-го артиллерийского полка (128-я артиллерийская дивизия, 54 армия, Ленинградский фронт). В ходе боев под городом Альхимово (Ленинградская область) с 31 марта по 3 апреля 1944 года, будучи в звании старшего сержанта, Коринский прямой наводкой уничтожил блиндаж, дзот, а также 5 вражеских огневых установок. За что 16 апреля того же года был удостоен награды орденом Славы 3-й степени.
В боях, проходивших 26-28 июля 1944 года у города Жигуры (Латвия), Коринский обезвредил 105-мм орудие, 2 пулемета, 2 машины, 3 прицепа с боеприпасами. За что был награжден орденом Славы 2-й степени 29 августа 1944 года. 
В бою, проходившем 11 февраля 1945 года на реке Одер под городом Штейнау, ему удалось обезвредить танк, БТР, а также уничтожить несколько солдат противника. Был удостоен награды орденом Славы 1-й степени 27 июня 1945 года.
После войны проживал в Нижнем Новгороде. Также имеет награды орденом Отечественной войны 1-й степени, медалью За отвагу. 
Скончался в 1998 году.